# NGC 5971
NGC 5971 este o liner situată în constelația Dragonul. A fost descoperită în 5 august 1885 de către Lewis A. Swift.